# Julia Porath

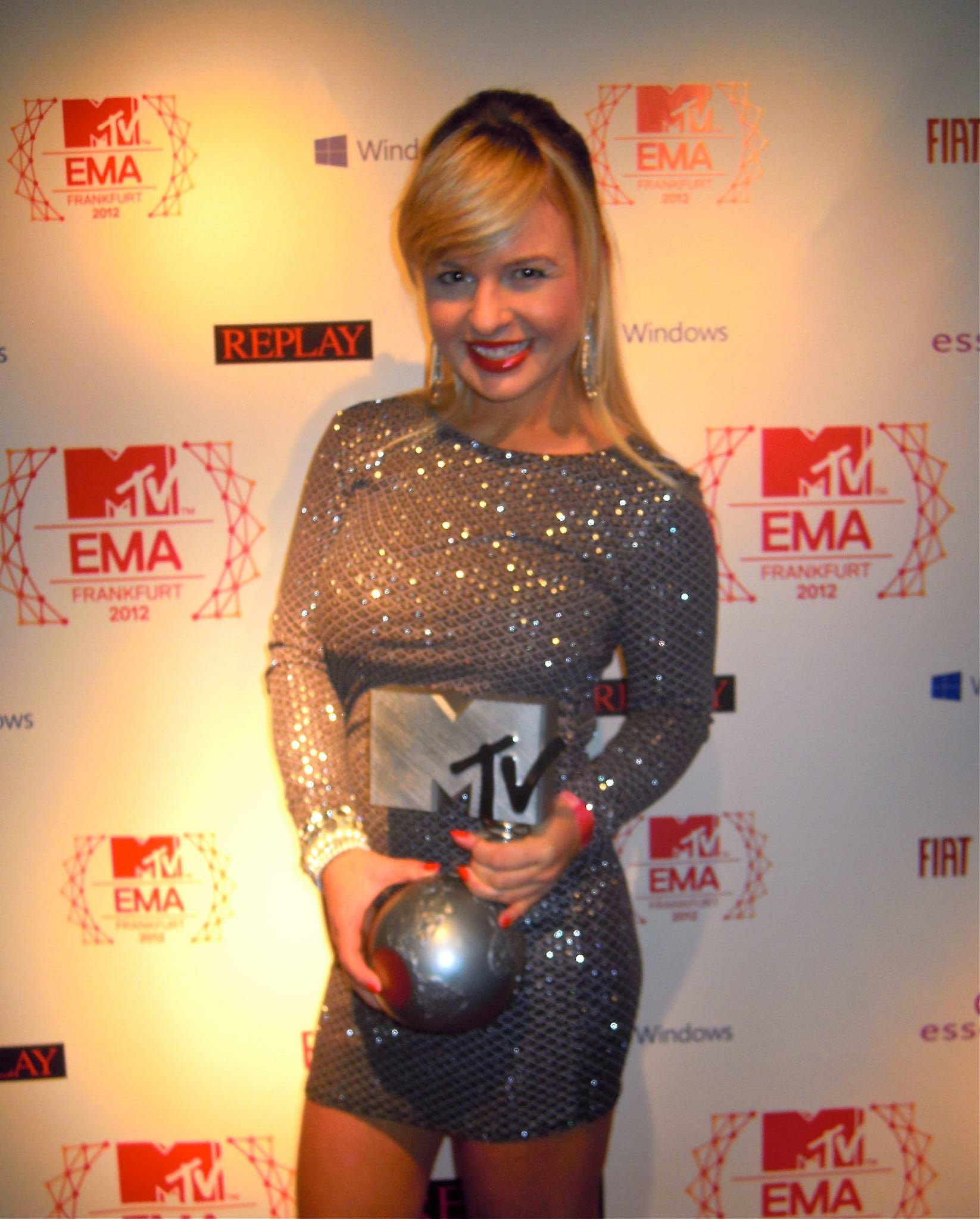
Julia Porath bei den MTV European Music Awards 2012 in Frankfurt.

Julia Porath (* 11. Oktober 1986 in Ribnitz-Damgarten) ist eine deutsche Hörfunkmoderatorin.

## Werdegang
Porath wuchs im Ostseeheilbad Zingst als Tochter zweier Gastronomen auf.
Sie begann ihre Radiokarriere 2007 beim privaten Landessender Antenne MV in Plate bei Schwerin. In ihrem Volontariat bis 2009 war sie zumeist als Außenreporterin im Einsatz. Im Anschluss an ihr Volontariat wechselte Porath Ende 2009 zum privaten Landessender RPR1 nach Ludwigshafen. Sie moderierte dort mehrere Sendungen, unter anderem Julias Welt. Ab 2010 sendete sie zudem für den Jugendradiosender bigFM. 2011 wechselte Porath komplett zu bigFM und übernahm dort die Morgensendung Deutschlands biggste Morningshow an der Seite von Hans Blomberg.
Ab April 2016 moderierte sie ihre eigene Social-Media-Sendung Die Julia Porath Show auf Antenne MV.
Im März 2019 wechselte sie zum Berliner Radiosender 104.6 RTL. Dort moderiert sie zusammen mit Arno Müller die Frühsendung Arno und die Morgencrew. In ihrer Rubrik „Julias Trends“ präsentiert sie zudem täglich Social-Media-Inhalte und News zu den Themen Food, Streaming, Fashion, Stars & Lifestyle. Die Trends der Woche stellt sie sonntags in ihrer eigenen Sendung, Die Julia Porath Show, vor.
Neben ihrer on air Präsenz im Radio arbeitet sie als Content-Creatorin.
Am 30. August 2024 wurde Porath Mutter eines Sohnes.
In der Juni-2013-Ausgabe des deutschen Playboy war sie Teil eines Fotoshootings, das sechs deutsche Moderatorinnen ablichtete.